# Kishangarh
Kishangarh est une ville du district d'Ajmer, dans l’État du Rajasthan, en Inde. Sa population est de 154 886 habitants en 2011.

## Source
- (en) Cet article est partiellement ou en totalité issu de l’article de Wikipédia en anglais intitulé « Kishangarh » (voir la liste des auteurs).